# Sin sanj
Sin sanj (izvirnik: Il figlio del sogno) je zgodovinski roman italijanskega pisatelja Valeria Massima Manfredia. Je prva v njegovi triologiji o Aleksandru Velikem.

## Zgodba
Knjiga govori o Aleksandrovem otroštvu in mladosti. Vzgojo je imel strogo, saj je njegov oče Filip II. hotel dobrega naslednika. V knjigi spoznamo Aleksandrovo mamo, prijatelje, učitelje... Aleksander zaradi skrivnostne smrti Filipa že prevzame prestol.